# Antonio Carrizo
Antonio Carrizo, nascut com Antonio Carrozzi (General Villegas, Província de Buenos Aires, 15 de setembre de 1926 - 1 de gener de 2016), va ser un periodista, locutor i animador argentí.
A més, va ser un dels bibliòfils que va estar vinculat amb la impremta Colombo, on es preparaven gairebé a mà edicions especials d'obres com Don Segundo Sombra; a més, juntament amb altres experts com Horacio Jorge Becco o Alejandro Vaccaro, és probablement un dels majors coneixedors de l'obra de Jorge Luis Borges.
D'altra banda, i com a practicant dels escacs, va estar vinculat amb altres grans exponents com el campió mundial Bobby Fischer. Va ser President de la Federació Argentina d'Escacs.

## Biografia
Amb la seva veu potent i modulada, va debutar el 1948 a ràdio El Mundo (de Buenos Aires) i en poc temps es va convertir en cap de programació. Més tard, en ràdio Rivadavia, va conduir durant dècades el programa periodístic-musical La vida y el canto.
En 1955 va actuar en el film El barro humano dirigit per Luis César Amadori, en 1963 ho va fer en la coproducció hispà-argentina El noveno mandamiento dirigit per Enrique Carreras i en 1966 en Muchachos impacientes.
Va participar en diversos programes de la televisió argentina, com a Polémica en el Fútbol i Sábados Continuados. Va ser conductor de cicles periodístics televisius com La Primera de la Noche en Canal 7 en la dècada de 1970, i també va ser el conductor de JUNTOS juntament amb Liliana López Foresi, programa creat i produït pel productor Roberto Fontana. Durant anys també va ser el soci de Juan Carlos Calabró en el seu sketch i programa El contra.
Va presentar l'edició de 1980 del Festival de l'OTI internacional. Va obtenir en 1981 el Premi Konex a la defensa de la cultura.
Va ser panelista del programa Río revuelto de radio Rivadavia.
També va ser per molts anys presentador de les emissions televisives de la Reina Nacional del Treball i va animar desenes de festivals de la cançó.
Durant el 2010 va conduir el programa "Tangos y libros", els diumenges en el matí, en ràdio la 2×4, de la freqüència FM 92.7.
En els seus últims anys patia les seqüeles d'un accident cervellvascular que va sofrir l'any 2008. Va morir l'1 de gener de 2016 als 89 anys.

## Filmografia
- 2008: Puerta 12 (documental)
- 1965: Muchachos impacientes
- 1962: El noveno mandamiento
- 1955: El barro humano[2]

## Televisió
- La vida y el canto
- Polémica en el Fútbol
- Sábados Continuados
- La Primera de la Noche
- JUNTOS
- El contra
- Raíz y canto
- Musicales Once
- Del pueblo
- El fogón de la patria grande
- Yo tengo un secreto
- Vivamos su problema
- Cultura y vida
- Las cuatro palabras
- Y si esto no es cultura, per Canal 7
- Con acento en la "C", junt a Julio Márbiz.
- Tribuna Caliente, junt a Julio Ricardo.

## Llibres i memòries
- 1986: Borges, el memorioso: conversaciones de Jorge Luis Borges con Antonio Carrizo.
- 2008: Antonio Carrizo: "mi antepasado soy yo", per Any Ventura.